# Jošie Uenová
Jošie Uenová (* 1. července 1983 Júbecu) je bývalá japonská zápasnice – judistka bronzová olympijská medailistka z roku 2012.

## Sportovní kariéra
S judem začínala útlém dětství v rodinném dódžó v Júbecu na ostrově Hokkaidó. V roce 2002 následovala svojí starší sestru Masae do profesionálního judistického týmu pojišťovny Mitsui Sumitomo Insurance (MSI) vedené Hisaši Janagisawy a jeho asistenty.. V japonské ženské reprezentaci se pohybovala od roku 2003 v polostřední váze do 63 kg. V roce 2004 a 2008 prohrála nominaci na olympijské hry s Ajumi Tanimovotou. V roce 2012 napotřetí v japonské olympijské nominaci uspěla pro start olympijských hrách v Londýně. Jako favoritka na vítězství však takticky nezvládla čtvrtfinále proti korejské rivalce Čong Ta-un. Korejka dobře kryla její silnou levou stranu a po dvou penalizacích prohrála na juko. V boji o třetí místo porazila po dvou penalizacích na juko Mongolku Mönchzaju a získala bronzovou olympijskou medaili. Sportovní kariéru ukončila v roce 2013. Věnuje se trenérské práci.
Jošie Uenová bývala levoruká judistka, její sportovní kariéru charakterizovala technika o-soto-gari, kterou velmi často doplňovala technikami držení (osekomi-waza).

### Vítězství
- 2002 - 1x světový pohár (Budapešť)
- 2004 - 1x světový pohár (Hamburk)
- 2005 - 1x světový pohár (Paříž)
- 2008 - 1x světový pohár (Hamburk)
- 2009 - 3x světový pohár (Paříž, Hamburk, Kano Cup)
- 2010 - 2x světový pohár (Suwon, Rio de Janeiro)
- 2011 - 1x světový pohár (Düsseldorf)
- 2012 - Masters (Almaty)

## Výsledky
| Turnaj            | 2002             | 2003             | 2004             | 2005             | 2006             | 2007             | 2008             | 2009             | 2010             | 2011             | 2012             |                  |
| Turnaj            | 19               | 20               | 21               | 22               | 23               | 24               | 25               | 26               | 27               | 28               | 29               |                  |
| Turnaj            | polostřední váha | polostřední váha | polostřední váha | polostřední váha | polostřední váha | polostřední váha | polostřední váha | polostřední váha | polostřední váha | polostřední váha | polostřední váha | polostřední váha |
| ----------------- | ---------------- | ---------------- | ---------------- | ---------------- | ---------------- | ---------------- | ---------------- | ---------------- | ---------------- | ---------------- | ---------------- | ---------------- |
| Olympijské hry    |                  |                  | —                |                  |                  |                  | —                |                  |                  |                  | 3.               |                  |
| Mistrovství světa |                  | —                |                  | —                |                  | —                |                  | 1.               | 1.               | 2.               |                  |                  |
| Asijské hry       | —                |                  |                  |                  | —                |                  |                  |                  | 1.               |                  |                  |                  |
| Mistrovství Asie  |                  | 1.               | —                | 1.               |                  | 1.               | —                | —                |                  | 3.               | 1.               |                  |
| MS juniorů        | 1.               |                  |                  |                  |                  |                  |                  |                  |                  |                  |                  |                  |